# 他媽²的藏寶圖
《他媽²的藏寶圖》，官方英文名TREASURE MAP，原片名《元寶C計劃》，是一部於2016年上映的魔幻愛情喜劇電影。由任容萱、阿喜、王宇婕、唐振剛、郭耀仁、陳勝在、郭葦昀、韓志、許仁、陳世旻、茵芙領銜主演。台灣於2016年1月8日上映。

## 劇情大綱
寶龍母親李曉巧是個專以藏寶圖行騙的累犯，入獄罹患致命怪病，她希望兒子可以幫自己證明這次的藏寶圖是真的，以了心願。
寶龍甫到台北，就邂逅了「心中的女神」陳雅希，她曾在十多年前，救過尋寶受傷的李曉巧。雖然寶龍從未見過她，但因母親的稱讚，就對照片裡的女孩產生好感。
寶龍的死黨袁禎代是個說話高調、品德低調的嗜賭之徒，為了可觀的暴利參與尋寶計劃。但行動才開始，「環南集團」的董娘郭采妮便找上門，要袁禎代去假扮生死未卜的少東。
寶龍因緣際會跟著袁禎代來到鹿港張家，卻意外發現，少東的未婚妻Tracy就是陳雅希！而尋尋覓覓的寶藏，更有可能就藏在這老宅裡……

## 演員陣容
| 演員姓名 | 角色名稱 | 介紹 |
| 任容萱   | 陳雅希   | 陳雅希，尋寶故事的女主角，李寶龍踏上尋寶之路後，在碧潭遇到的女孩，兩人雖是初次見面，但對李寶龍來說，在他很小的時候，就已經知道雅希的存在，而命運促使這趟尋寶之旅，將兩人越拉越近，寶龍卻越來越不了解雅希……                                           |
| 阿喜     | 李曉巧   | 李曉巧，單親媽媽，靠著賣假藏寶圖將李寶龍扶養長大，練就「跑給警察追」的好功夫，是位堅毅爽朗的女性，疼愛寶龍的她因病入院，拿著一張家傳地圖，要寶龍去尋找真正的寶藏…                                                                                    |
| 王宇婕   | 郭采妮   | 郭采妮，環南企業續弦董娘，神秘艷麗，強勢果斷。因董事長病危，兒子張育富離奇失蹤，姪子張永昌又跟郭采妮關係日漸惡劣，家族氣氛動盪不安，張育富的失蹤是否真跟郭采妮有關？一場望族家產的明爭暗鬥即將展開，而李寶龍的尋寶地圖，暗示寶藏似乎跟張家老宅有關…… |
| 唐振剛   | 李寶龍   | 李寶龍，拉子 |
| 郭耀仁   | 袁禎代   | 袁禎代，李寶龍家隔壁的鄰居大哥，很有生意頭腦，卻好賭而為錢煩惱，在夜市擺攤叫賣的他，因故得知寶龍的尋寶計劃，自告奮勇成為尋寶搭檔，本想利用寶藏償還賭債，卻在冒險過程中意外捲入豪門寶藏爭奪鬥爭之中，袁禎代能全身而退嗎，李寶龍真的能順利得到寶藏嗎？ |
| 陳勝在   | 師公慶   | 師公慶，李寶龍的外公，因天生特異體質而有通靈能力，警職退休後，兼做師公替鄉野服務，人稱「師公慶」。因為寶龍沒有父親，為彌補孫子的缺憾而加倍疼愛他，得知寶龍中邪，立刻飛車趕去驅邪，親情能戰勝魔神仔嗎？                                               |
| 郭葦昀   | 張永昌   | 張永昌，張家老董的姪子，斯文冷靜卻性情古怪，城府極深，自從叔叔張育富失蹤後，他便暗中進行不可告人的陰謀，與郭采妮暗中較勁，甚至不惜傷害深愛他的親人，是個壞事做盡的腹黑男！張永昌如此費盡心思，究竟在盤算些什麼呢？                                   |
| 許仁     | 阿偉     | 阿偉，虎哥的貼身御用翻譯，對虎哥唯命是從，對其他人則是十足的大小眼，仗著虎哥身邊副手的身份囂張放肆，實際上膽小怕事，是個欺善怕惡的甘草人物。機車幫不只國際化，還企業化經營，連泰文翻譯都有，真是前途無量啊！                                         |
| 陳世旻   | 虎哥     | 虎哥，機車幫的幫主，總是帶著機車幫到處找碴，耀武揚威。據說他來自泰國皇室，擁有貴族血統，所以機車幫算是跨國企業嗎？虎哥事業做好大啊！ |
| 韓琳     | 台尹     | 和雅希在國外認識和她一起帶孩子回國被寶龍誤認為雅希！ |

## 電影歌曲
| 曲別     | 歌名           | 演唱者         | 作詞   | 作曲   |
| 電影插曲 | 再一次         | 任容萱、張育群 | 陳美威 | 剛澤斌 |
| 電影插曲 | 天才白痴錢錢錢 | 林文           | 許冠傑 | 許冠傑 |
| 電影插曲 | 鹿港小鎮       | 彭俊誼         | 羅大佑 | 羅大佑 |

## 工作人員
- 出品人：阿榮企業有限公司、洛伊視覺、黃高美容
- 製作公司：早苗智作
- 導演：黃竑寯
- 編劇： 黃竑寯

## 拍攝場景

### 新北市
- 深坑老街

### 彰化縣
- 鹿港鎮

## 各地電影分級制度和上映日期
| 國家／地區 | 級別   | 上映日期     |
| ---------- | ------ | ------------ |
| 台灣       | 普遍級 | 2016年1月8日 |

## 外部連結
- 他媽²的藏寶圖的Facebook專頁
- 互联网电影数据库（IMDb）上《他媽²的藏寶圖》的资料（英文）
- 開眼電影網上《他媽²的藏寶圖》的資料（繁體中文）
- Yahoo奇摩電影上《他媽²的藏寶圖》的資料（繁體中文）
- 香港影庫上《他媽²的藏寶圖》的資料（繁體中文）